# Alfred Kühn
Pour les articles homonymes, voir Kühn.
Alfred Richard Wilhelm Kühn (né le 22 avril 1885 à Baden-Baden, mort le 22 novembre 1968 à Tübingen) était un zoologiste et généticien allemand spécialisé dans la génétique et la physiologie de la croissance, en particulier chez les insectes.

## Biographie
Alfred Kühn étudie la zoologie et la physiologie de 1904 à 1908 à Fribourg-en-Brisgau. Il effectue sa thèse de doctorat, consacrée à la perception des couleurs chez les abeilles, sous la direction de Robert Pohl à l'institut de physique de Göttingen. Nommé en 1914 professeur surnuméraire à l'Université de Fribourg, il y épousa en 1914 Margarethe Geiges (1888–1987), fille du vitrailliste Fritz Geiges. Cette union est restée stérile. En 1916, Kühn est élu membre de l'académie Leopoldina. En 1918, il est nommé maître-assistant et privat-docent de l'université de Berlin puis en 1920 professeur titulaire de zoologie et de génétique à l'université de Göttingen.
Après l'arrivée au pouvoir des Nazis, Kühn publia en 1934 avec Martin Staemmler et Friedrich Burgdörfer un livre de circonstance : « Hérédité, hygiène raciale et politique démographique – Destin de l'Allemagne. » En 1935, le Gauleiter du Sud-Hanovre porte sur lui cette appréciation : « ...qu’à notre avis, il fait son travail, sans se sentir pour autant lié au NSDAP. » En 1937, Kühn est nommé directeur de l’Institut Kaiser-Wilhelm de Biologie à Berlin-Dahlem. Outre son activité de chercheur, il est éditeur du Zeitschrift für induktive Abstammungs- und Vererbungslehre (« Journal de systématique inductive et d'hérédité ») et conseiller scientifique pour la génétique de la revue Der Biologe, reprise en main par l'Institut d'Anthropologie raciale des SS. En 1937, il est élu président de la Société allemande des chercheurs du Vivant et en 1942, membre du directoire de l'Institut Kaiser-Wilhelm.
Juste après la capitulation allemande, les autorités d'occupation lui confient sans difficultés la chaire de biologie de l'université de Tübingen. De 1951 à 1958, il est directeur de l’Institut Max-Planck de biologie ainsi que professeur de Zoologie à l'université de Tübingen.